# Philodendron rothschuhianum
Philodendron rothschuhianum là một loài thực vật có hoa trong họ Ráy (Araceae). Loài này được (Engl.) Croat & Grayum miêu tả khoa học đầu tiên năm 1987.